# Ilex liangii
Ilex liangii är en järneksväxtart som beskrevs av Shiu Ying Hu. Ilex liangii ingår i släktet järnekar, och familjen järneksväxter. Inga underarter finns listade i Catalogue of Life.